# XV. János pápa
XV. János (latinul: Ioannes), (? – 996. április 1.) a 139. pápa volt, 985 augusztusában lépett trónra, és csaknem tizenegy éven keresztül uralkodott. János nem volt népszerű, ugyanis könnyen megvesztegethető volt és a német udvar kívánságait támogatta.

## Élete
Rómában született egy Leó nevű presbiter gyermekeként. A korabeli krónikák VII. Bonifác utódjaként említik, azonban több történelmi forrás is azt állítja, hogy négy hónapon keresztül az egyházat egy másik János nevű pápa vezette, aki Róbert gyermeke volt. Ez tehát azt jelenti, hogy ő volt az igazi XV. János pápa. Miután meggyőzően sok dokumentum is egybecseng ezzel a vélekedéssel, sok történész másképpen számozza a János nevű egyházfőket. Így a jelen cikkben bemutatott pontifexet néhol XVI. János pápaként emlegetik. A hivatalos vatikáni listán XV. János előtt Bonifác ellenpápasága volt, és ő maga 996 nyaráig uralkodott.
A túlzott német befolyásoltságú egyházfők ellen fellázadt római nemesség élén álló Crescenti család megszerezte a tényleges hatalmat az örök város felett. Miután VII. Bonifác meghalt, az ifjú II. Giovanni Crescenti maga emelte a pápai trónra Jánost 985 augusztusában. 

A városi nemesség uralma erős volt, és a Crescenti család nem engedte ki a hatalmat kezéből. Ezért János pontifikátusának kezdetén tulajdonképpen a Laterán falai közé volt zárva. Külön engedélyt kellett kérnie a patricius családtól, hogy elhagyhassa palotáját, és persze ez mindig vesztegetéssel járt. Miután János megelégelte a nemesség elnyomó erejét, Toszkánába menekült, és onnan üzenetet küldött a német császári udvarba. Kérését meghallgatva 989-ben II. Ottó özvegye, Theophano császárné személyesen Rómába érkezett, és egészen 991-ig ott is maradt. Ebben az időben a Crescenti családnak és a nemességnek is vissza kellett fognia magát.
János független uralkodásba kezdhetett. Közvetítői szerepet vállalt II. Æthelred angol király és Richárd, normandiai herceg csatába torkollt vitájában. Hosszas egyezkedés után a pápa hatására 991. március 1-jén a felek megkötötték a Rouen-i békét, amelyet János pápai bullába foglalt.
Pontifikátusának központi kérdése volt a reimsi egyházmegye vezetőjének törvényes kinevezése. 988-ban Capet Hugó, Franciaország királya a reimsi érsekség élére állította Arnulfot, aki egyik legnagyobb riválisának, Lotaringiai Károlynak (953-991) volt unokafivére. Károly hamarosan Reims ellen vonult, és seregei elfoglalták a várost, Arnulfot pedig börtönbe vetették. Hugó úgy vélte, hogy Arnulf elárulta őt, és ezért sikerült Károlynak bevennie a várat, ezért azt kérte a pápától, hogy fossza meg hatalmától Arnulfot. János válasza még meg sem érkezett a francia udvarba, amikor a király már döntött, és 991-ben visszafoglalta a várost. Károlyt és Arnulfot is börtönbe vetette, és júniusban zsinatot hívott össze a városban. Ezen a gyűlésen a francia klérus megfosztotta méltóságától Arnulfot, és helyére Gerbert apátot, a későbbi II. Szilvesztert nevezték ki. Noha később egy másik zsinat is elfogadta a reimsi döntéseket, János törvénytelennek tekintette Gerbert érsek kinevezését. A pápa ezért Aachenbe zsinatot hirdetett meg a francia főpapoknak, hogy ott Hugó befolyása alól mentesüljenek, és újragondolják a zsinat döntéseit. Amikor a francia klérus megtagadta a zsinaton való részvételt, János Rómába hívta őket. De a Franciaországot és Itáliát dúló háborúk, és a bizonytalan utazás miatt ezt sem vállalták a főpapok. Végül az egyházfő Mousson városába hívta össze a német és francia klérus tagjait, hogy tárgyalják újra Arnulf esetét. A gyűlést János megbízottja, Leó apát vezette, de azon csak a német papság volt jelen, mert a francia atyákat Hugó feltartóztatta. Így a zsinaton elítélték Arnulf elmozdítását az érseki trónról, és minden tisztességébe visszaállították őt, Gerbertet pedig menesztették a bitorolt hivatalból. De a zsinat döntése csak Hugó halála után, 996-ban léphetett érvénybe, ekkor szabadíthatták ki Arnulfot fogságából.
János nagy figyelmet szentelt a keleti népek térítésére, hiszen ez hatalmának növelését jelentette. Pontifikátusa alatt Lengyelország felvette a kereszténységet, és a pogány Magyarország is nagy lépéseket tett az új vallás felvétele felé. 

Pápai bullában megerősítve változtatta meg a szentté avatás folyamatát. János gyakorlata szerint ezentúl nem a nép és a papság döntött, hanem pápai jóváhagyással emelkedhetett valaki a szentek közé. Így Ulrik, augsburgi püspök is ezek alapján lett szentté.

991-ben Theophano császárné elhagyta Rómát, és a város ismét a nemesek kezébe került. János hatalmát újra háttérbe szorította a Crescenti család. Amikor II. Giovanni Crescenti meghalt, és Nomentanus zsarnoksága nyert teret, a pápa úgy döntött, hogy magát III. Ottó királyt hívja segítségül. Cserébe János a császári koronát ajánlotta fel számára. Azonban mire Ottó 996 áprilisában Rómába ért, János már majdnem egy hónapja halott volt.

## Művei
- Documenta Catholica Omnia (latin nyelven). (Hozzáférés: 2011. december 6.)